# Лисаково (Серпецький повіт)
Лисаково (пол. Łysakowo) — село в Польщі, у гміні Ґоздово Серпецького повіту Мазовецького воєводства.
Населення — 88 осіб (2011).
У 1975-1998 роках село належало до Плоцького воєводства.

## Демографія
Демографічна структура станом на 31 березня 2011 року:
|          | Загалом | Допрацездатний вік | Працездатний вік | Постпрацездатний вік |
| -------- | ------- | ------------------ | ---------------- | -------------------- |
| Чоловіки | 42      | 12                 | 26               | 4                    |
| Жінки    | 46      | 7                  | 27               | 12                   |
| Разом    | 88      | 19                 | 53               | 16                   |